# فرهاد مهراد
فرهاد مهراد (20 يناير، 1944 - 31 أغسطس، 2002)، كان مغنيا وملحنا إيرانيا.